# Sporting Clube de Braga 2018-2019
Questa voce raccoglie le informazioni riguardanti lo Sporting Clube de Braga nelle competizioni ufficiali della stagione 2018-2019.

## Stagione
La stagione inizia con l'eliminazione dal terzo turno preliminare della Europa League per mano dello Zorja, che ha la meglio grazie alla regola dei gol fuori casa (1-1 in Ucraina, 2-2 in Portogallo), mentre nella Taça de Portugal e nella Taça da Liga il club arriva alle semifinali, dove viene eliminato rispettivamente da Porto e da Sporting Lisbona. Il Braga termina infine il campionato in quarta posizione, a 20 punti dal Benfica vincitore. Ultima stagione in panchina per Abel Ferreira.

## Rosa
Rosa aggiornata al 31 agosto 2018.
| N. |                       | Ruolo | Calciatore      |
| -- | --------------------- | ----- | --------------- |
| 1  | Brasile (bandiera)    | P     | Matheus         |
| 2  | Portogallo (bandiera) | D     | Diogo Figueiras |
| 3  | Serbia (bandiera)     | D     | Lazar Rosić     |
| 4  | Brasile (bandiera)    | D     | Lucas Cunha     |
| 5  | Portogallo (bandiera) | D     | Nuno Sequeira   |
| 6  | Brasile (bandiera)    | D     | Ailton          |
| 7  | Portogallo (bandiera) | A     | Wilson Eduardo  |
| 8  | Brasile (bandiera)    | C     | Ricardo Ryller  |
| 10 | Portogallo (bandiera) | C     | Xadas           |
| 11 | Brasile (bandiera)    | C     | Eduardo         |
| 12 | Portogallo (bandiera) | P     | Tiago Sá        |
| 14 | Brasile (bandiera)    | P     | Pablo Santos    |
| 17 | Portogallo (bandiera) | C     | João Novais     |
| 19 | Brasile (bandiera)    | A     | Murilo          |
| 20 | Portogallo (bandiera) | A     | Paulinho        |

| N. |                       | Ruolo | Calciatore                |
| -- | --------------------- | ----- | ------------------------- |
| 21 | Portogallo (bandiera) | A     | Ricardo Horta             |
| 24 | Portogallo (bandiera) | D     | Ricardo Ferreira          |
| 25 | Brasile (bandiera)    | C     | Claudemir                 |
| 26 | Portogallo (bandiera) | A     | Fábio Martins             |
| 27 | Brasile (bandiera)    | C     | Fransérgio                |
| 28 | Portogallo (bandiera) | P     | Marafona                  |
| 34 | Brasile (bandiera)    | D     | Raúl Silva                |
| 36 | Brasile (bandiera)    | D     | Bruno Viana               |
| 47 | Portogallo (bandiera) | D     | Ricardo Esgaio            |
| 55 | Sudafrica (bandiera)  | A     | Luther Singh              |
| 60 | Portogallo (bandiera) | C     | João Palhinha             |
| 77 | Portogallo (bandiera) | A     | Francisco Trincão         |
| 87 | Brasile (bandiera)    | D     | Marcelo Goiano (capitano) |
| 99 | Portogallo (bandiera) | A     | Dyego Sousa               |